# Seseli athamanthoides
Seseli athamanthoides är en flockblommig växtart som beskrevs av Günther von Mannagetta und Lërchenau Beck. Seseli athamanthoides ingår i släktet säfferötter, och familjen flockblommiga växter. Inga underarter finns listade i Catalogue of Life.